# Philippe-Auguste Choquette
Pour les articles homonymes, voir Choquette.
Philippe-Auguste Choquette (Belœil, 7 janvier 1854 — Saint-Cœur-de-Marie, 20 décembre 1948) est un avocat, juge et homme politique canadien.

## Biographie
Philippe-Auguste Choquette est le fils de Joseph Choquette et de Marie F. Audet. Il fait des études de droit à l'Université Laval de Québec. Admis au Barreau de Québec en 1880, il s'établit à Montmagny au 177 rue Saint-Joseph. Lors de l'élection fédérale de 1882, il se présente comme candidat du Parti libéral du Canada dans la circonscription de Montmagny et il est défait. Le 29 août 1883, il épouse Marie Bender (petite-fille de sir Étienne-Paschal Taché). Toujours en 1883, il fonde le journal Le Courrier de Montmagny.
Il se présente de nouveau dans Montmagny lors de l'élection fédérale de 1887 et cette fois il est élu. Il est réélu lors des élections fédérales de 1891 et de 1896. Au cours de cette période, il est l'un des principaux lieutenants de Wilfrid Laurier[réf. souhaitée].
En 1898, il est nommé juge de la Cour supérieure du Québec pour le district judiciaire d'Arthabaska, poste qu'il quitte en 1904 pour devenir sénateur de la division sénatoriale de Grandville jusqu'en 1919. En 1905-1906, il est directeur du journal Le Soleil, de Québec, alors organe du Parti libéral. Il est le président du club de hockey sur glace des Bulldogs de Québec entre 1910 et 1914. De 1920 à 1929, il revient à la magistrature comme juge de la Cour des sessions de la paix à Québec.

### Liens familiaux
Il est le frère d'Ernest Choquette, écrivain et homme politique, le père de Fernand Choquette, avocat et homme politique, et le grand-père d'Auguste Choquette.

## Archives
Il y a un fonds Philippe-Auguste Choquette à Bibliothèque et Archives Canada. 

## Hommages
L'avenue Choquette a été nommée en son honneur dans la ville de Québec en 1947.